# Ржевский, Григорий Павлович
Григорий Павлович Ржевский (1763—1830) — действительный камергер, рязанский вице-губернатор, писатель из рода Ржевских.

## Биография
Родился 18 (29) октября 1763 года. Сын генерал-поручика Павла Матвеевича Ржевского (1734—1793) и Прасковьи Григорьевны, урождённой княжны Мещерской. Племянник Степана Ржевского, правнук Наума Сенявина.
Был записан 26 января 1773 года на службу в лейб-гвардии Семёновский полк. С 28 марта по 2 сентября 1790 года находился в походе в Финляндии; 1 января 1792 года вышел в отставку с чином гвардии капитана. При посредстве князя Юрия Владимировича Долгорукова 17 июня 1793 года назначен командиром 4-го батальона Лифляндского егерского корпуса с производством в подполковники армии. Со 2 июля 1794 года был в походе в Польшу и участвовал в сражениях: 6 сентября — при сел. Крупчицах и 8 сентября — при Брест-Литовске, за что получил золотую шпагу с надписью «на храбрость»; 24 апреля 1796 года оставил службу по болезни. Будучи богатым рязанским помещиком, он вскоре был избран Пронским уездным предводителем дворянства.
Или вон тот ещё, который для затей

На крепостной балет согнал на многих фурах

От матерей, отцов отторженных детей?!

Сам погружён умом в Зефирах и в Амурах,

Заставил всю Москву дивиться их красе!
Пожалованный в камергеры (14 сентября 1802), Ржевский с 6 июня 1806 года по 12 июня 1809 года был вице-губернатором в Рязанской губернии; но болезнь заставила его оставить эту должность, и он был причислен к Герольдии. В октябре 1811 года, в силу указа 3 апреля 1809 года, как не занимавший штатной должности гражданской или военной службы, он был отправлен в отставку, но чин камергера сохранил. В 1816—1819 годах состоял в Рязанской губернии спасским уездным предводителем дворянства и в это время считался действительным камергером.
Григорий Павлович Ржевский был любителем театра и создал в своём имении крепостную балетную труппу, которая была приобретена в 1824 году Московской театральной дирекцией. Судьба этой труппы упомянута в «Горе от ума». На свои театральные затеи Ржевский, по выражению А. Я. Булгакова, «пробухал четыре тысячи душ».
Также он известен как автор литературных произведений: «Сочинения о частных должностях в полку» (М., 1793), «Ода министру полиции Балашеву» (М., 1812), «Новые басни и разные стихотворения» (СПб., 1827). Был знаком со многими литературными знаменитостями и старался сближаться с ними, особенно с Гнедичем, Батюшковым, Вяземским и Пушкиным.
Скончался в Петербурге 11 (23) мая 1830 года и был погребён на Смоленском православном кладбище.

## Семья
Был женат на графине Марии Михайловне Каменской (ок. 1773—1858), дочери графа Михаила Федотовича Каменского от брака его с княжной Анной Павловной Щербатовой. По свидетельству графини А. Д. Блудовой, брак Ржевских был несчастен. Некоторые из детей:
- Михаил (1796—1856), родился в Москве, отставной гвардии капитан, рязанский помещик. С 30.01.1833 года женат на Екатерине Соломоновне Мартыновой, старшей сестре Н. С. Мартынова. В браке родились 4 сына и 2 дочери. Умер во время Крымской войны.
- Павел (1797—1829), был помолвлен с румынской баронессой Йожик; погиб под Силистрией.
- Николай (1800—1817), учился в Царскосельском лицее вместе с А. С. Пушкиным; прапорщик Изюмского гусарского полка.
- Анна (20.04.1803[5]— ?)